# Sœurs de la charité de Cincinnati
Pour les articles homonymes, voir Sœurs de la charité.
Les Sœurs de la charité de Cincinnati forment une congrégation religieuse féminine enseignante et hospitalière de droit pontifical faisant partie de la fédération des Sœurs de la charité.

## Historique
La congrégation provient des sœurs de la charité d'Emmitsburg aux États-Unis fondées en 1809 par sainte Elizabeth Ann Seton (1774-1821). En 1829, l'évêque de Cincinnati, Mgr Fenwick, appelle les religieuses dans son diocèse. Quatre d'entre elles ouvrent une école paroissiale dans ce nouveau diocèse. En 1849, les religieuses d'Emmitsburg fusionnent avec les Filles de la charité de Saint Vincent de Paul, et les douze religieuses restées à Cincinnati décident de former une communauté indépendante, donnant naissance à une nouvelle congrégation, bientôt suivies par six religieuses du Maryland, grâce à l'appui de Mgr Purcell.
La congrégation est reconnue de droit diocésain en 1852 et le jour de l'Annonciation 1852, les religieuses émettent leurs vœux sous la direction de la première supérieure, Mère Margaret George qui avait été proche de Mère Seton. Un groupe d'entre elles se sépare en 1888 pour former les Sœurs de la charité de Seton Hill.
L'institut obtient le décret de louange le 31 janvier 1931 et leurs constitutions sont définitivement approuvées par le Saint-Siège en 1939. Elles font partie de la fédération des Sœurs de la charité.

## Activité et diffusion
Les religieuses se vouent à l'enseignement, à l'assistance aux malades et à diverses œuvres de promotion humaine.
Elles sont actives aux États-Unis et au Guatemala. Leur maison généralice est à Mount Saint Joseph à Cincinnati.
En 2017, la congrégation comptaient 316 dans 142 maisons.